# Robert Leinert
Robert Leinert (Striesen, 16 de desembre de 1873 - Hannover, 10 de febrer de 1940) va ser un polític socialdemòcrata alemany i el primer batlle de l'SPD de Hannover després de la Primera Guerra Mundial, de 1918 a 1924.